# Farol da Ribeirinha
Der Farol da Ribeirinha ist ein ehemaliger Leuchtturm bei Ribeirinha im Osten der Azoreninsel Faial, der nach einem Erdbeben am 9. Juli 1998 aufgegeben wurde.

## Geschichte und Architektur
Schon der Generalplan zur Befeuerung der portugiesischen Küsten von 1883, der auch die Azoren berücksichtigte, sah den Bau eines Leuchtturms mit einer Optik vierter Ordnung  bei Ribeirinha vor. Seine Reichweite sollte 13 Seemeilen für weißes Dauerlicht betragen. 1902 schlug eine Kommission die Verwendung einer Optik sechster Ordnung vor. Es sollten in regelmäßigen Abständen drei weiße Blitze mit einer Reichweite von 17,2 Seemeilen erzeugt werden. 1913 wurden 3000 m² Land an der Ponta da Ribeirinha erworben. Der Bau begann 1915 und dauerte vier Jahre. Am 1. November 1919 ging der Leuchtturm in Betrieb.
Der gemauerte Leuchtturm hatte einen quadratischen Querschnitt und war mit weißen Fliesen verkleidet. Seine Kuppel war rot gestrichen und beinhaltete eine Fresnel-Optik zweiter Ordnung, die durch ein Uhrwerk gedreht wurde. Als Lichtquelle diente zunächst eine Petroleumlampe. Der Turm stand zwischen zwei parallelen, einstöckigen, ebenfalls weiß gefliesten Gebäuden mit Lagerräumen und den Wohnräumen der Familie des Leuchtturmwärters. 1937 wurde eine Öldampflampe als neue Lichtquelle montiert. Die Reichweite des Lichtsignals stieg dadurch von 28 auf 34 Seemeilen. 1958 wurde der Leuchtturm mithilfe eines Stromaggregats elektrifiziert und mit einer 3000-W-Glühlampe ausgestattet. Hatte ein Erdbeben 1973 erheblichen Schaden angerichtet, so verursachte das vom 1. Januar 1980 zwar Risse am Turm, schränkte seine Funktion jedoch nicht ein. Am 9. Juli 1998 bebte die Erde im Raum Ribeirinha jedoch so stark (MW = 6,1), dass Ribeirinha zerstört wurde und auch der Leuchtturm schweren Schaden nahm, sodass er aufgegeben werden musste. Als Behelfsfeuer wurde eine mit Solarstrom betriebene ML-300-Laterne auf einen fünf Meter hohen metallenen Pfahl montiert. Mit einer Halogenglühlampe (12 V, 50 W) ausgestattet strahlt das Licht heute 12 Seemeilen weit.

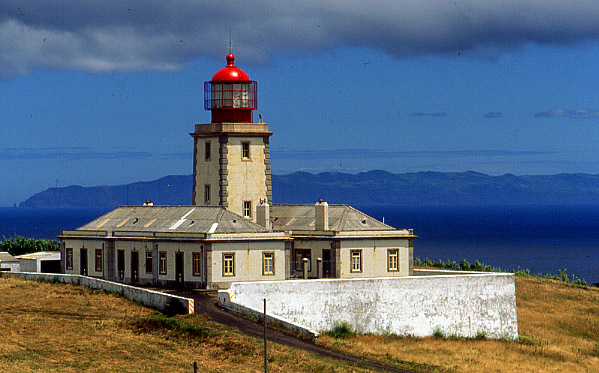
Der Leuchtturm vor seiner Zerstörung (1996)
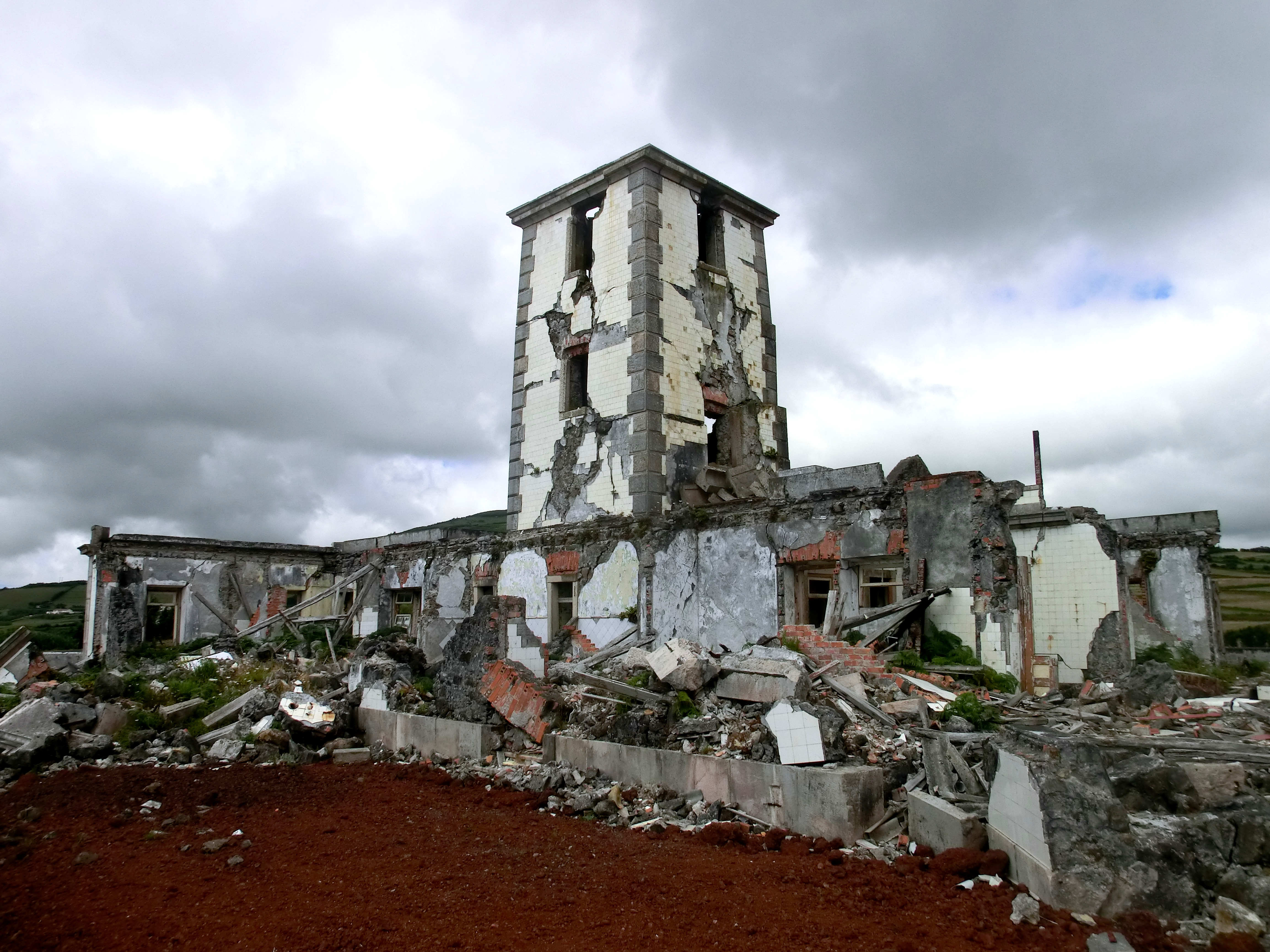
Der Leuchtturm im Jahr 2013
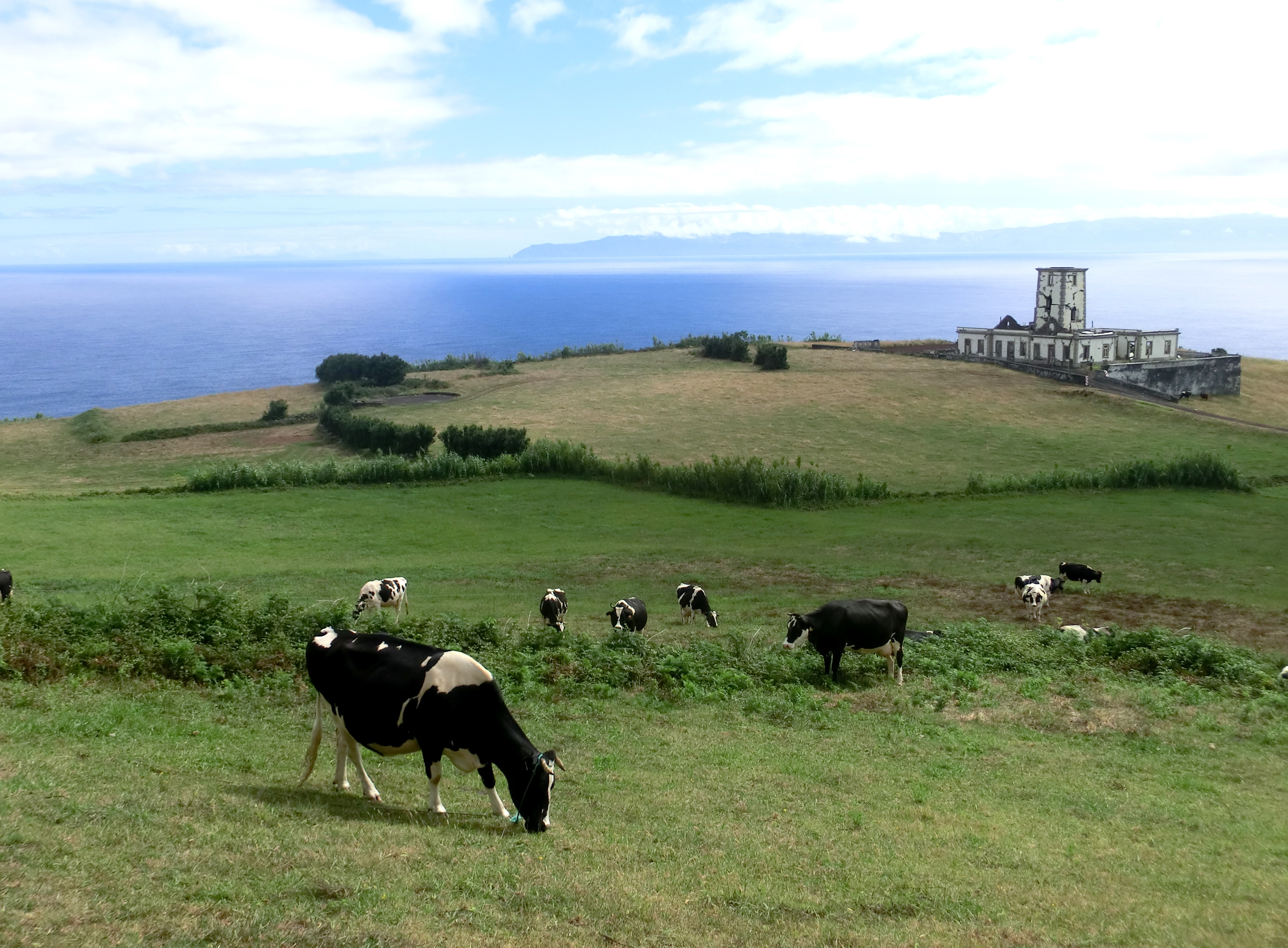
Der Leuchtturm inmitten grüner Weiden
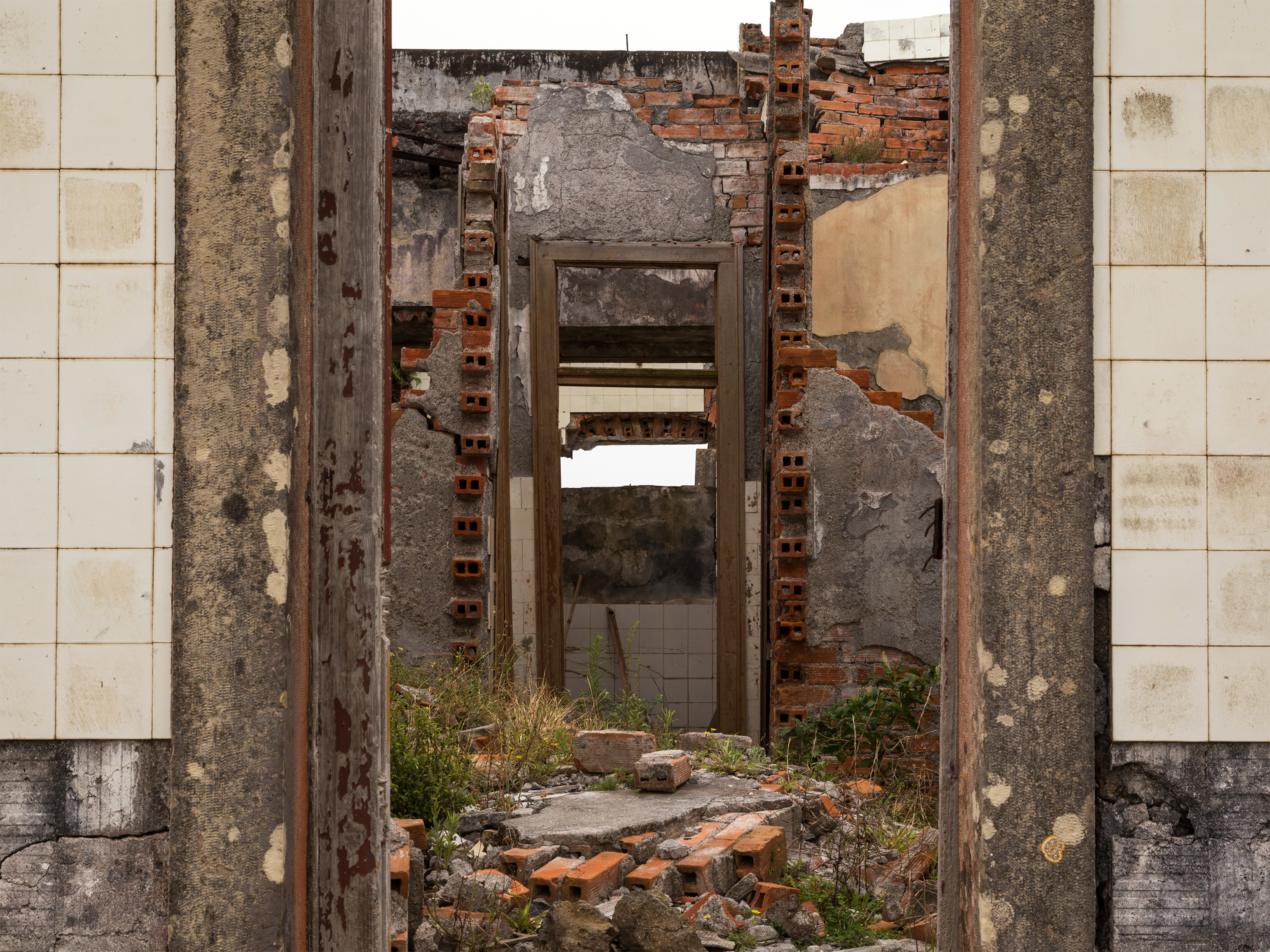
Detail